# Bobrová
Bobrová là một chợ huyện thuộc huyện Žďár nad Sázavou, vùng Vysočina, Cộng hòa Séc.